# Hesione reticulata
Hesione reticulata är en ringmaskart som beskrevs av Marenzeller 1879. Hesione reticulata ingår i släktet Hesione och familjen Hesionidae. Inga underarter finns listade i Catalogue of Life.